# Pożary lasów w Teksasie (2011)
Pożary w Teksasie były wywołane suszą i nawiedzają obszar Teksasu, USA. W akcji gaśniczej pożaru brały udział oddziały Gwardii Narodowej i 1800 strażaków z 36 stanów. W serii pożarów ogień ogarnął 2,5 mln akrów (ok. 1 mln ha) i kosztował życie dwóch strażaków. Doszczętnie zostało zniszczonych 400 domów, w wyniku pożaru padło także kilkaset sztuk bydła domowego. W wyniku pożaru kilka miast zostało ewakuowanych.
Powierzchnia 2,5 mln akrów objętych pożarami jest kwietniowym rekordem wszech czasów w amerykańskiej historii.